# 5 000 mètres féminin aux championnats du monde d'athlétisme 1997
Navigation
Göteborg 1995 Séville 1999
L'épreuve du 5 000 mètres féminin des championnats du monde d'athlétisme 1997 s'est déroulée les 7 et 9 août 1997 au Stade olympique d'Athènes, en Grèce. Elle est remportée par la Roumaine Gabriela Szabó.

## Résultats

### Finale
| Rang               | Athlète              | Pays        | Temps          | Notes |
| ------------------ | -------------------- | ----------- | -------------- | ----- |
| Médaille d'or      | Gabriela Szabó       | Roumanie    | 14 min 57 s 68 |       |
| Médaille d'argent  | Roberta Brunet       | Italie      | 14 min 58 s 29 | SB    |
| Médaille de bronze | Fernanda Ribeiro     | Portugal    | 14 min 58 s 85 |       |
| 4                  | Paula Radcliffe      | Royaume-Uni | 15 min 01 s 74 |       |
| 5                  | Lydia Cheromei       | Kenya       | 15 min 07 s 88 |       |
| 6                  | Liu Jianying         | Chine       | 15 min 10 s 64 | PB    |
| 7                  | Libbie Hickman       | États-Unis  | 15 min 11 s 15 | PB    |
| 8                  | Harumi Hiroyama      | Japon       | 15 min 21 s 19 |       |
| 9                  | Li Wei               | Chine       | 15 min 24 s 04 |       |
| 10                 | Merima Denboba       | Éthiopie    | 15 min 27 s 76 |       |
| 11                 | Kate Anderson        | Australie   | 15 min 27 s 78 |       |
| 12                 | Ayelech Worku        | Éthiopie    | 15 min 28 s 07 |       |
| 13                 | Naoko Takahashi      | Japon       | 15 min 32 s 83 |       |
| 14                 | Gunhild Halle Haugen | Norvège     | 15 min 37 s 85 |       |
| 15                 | Yuko Kawakami        | Japon       | 15 min 45 s 48 |       |

## Légende
Records et Performances
- AR : Record continental (area record)
- CR : Record des championnats (championship record)
- MR : Record du meeting (meet record)
- NR : Record national (national record)
- OR : Record olympique (olympic record)
- PR : Record paralympique (paralympic record)
- PB : Record personnel (personal best)
- SB : Meilleure performance personnelle de la saison (season's best)
- WL : Meilleure performance mondiale de l'année (world leader)
- WJR : Record du monde junior (world junior record)
- WR : Record du monde (world record)

Circonstances et Conditions
- DNF : N'a pas terminé (did not finish)
- DNS : N'a pas pris le départ (did not start)
- DQ : Disqualification (disqualification)
- NM : Aucun essai valable enregistré (No Mark)
- Q : Qualifié « directement » au prochain tour (ou à la prochaine compétition), lors d'une compétition majeure, grâce au classement ou à la réalisation des minima (automatic qualifier)
- q : Qualifié au prochain tour (ou à la prochaine compétition), lors d'une compétition majeure, grâce au repêchage ou à la réalisation de l'une des meilleures performances parmi celles des « non qualifiés directement » (grâce au meilleur temps ou à la meilleure distance par exemple) (secondary qualifier)